# Lavon-affæren
Lavon-affæren (også kendt som Operation Susannah) var benævnelsen på en række bombeattentater, som den israelske militære efterretningstjeneste iværksatte mod amerikanske og britiske mål i Egypten i sommeren 1954. Israelernes plan var at få mistanke rettet mod forskellige grupper i Egypten (blandt andet Det muslimske broderskab) for at stå bag disse attentater for derved på ny at skabe et fjendtligt forhold mellem Egypten og USA. Baggrunden var, at Egypten og USA havde startet en tilnærmelsespolitik i begyndelsen af 1950'erne. En anden grund var ønsket om at få forpurret en aftale om tilbagetrækning af britiske styrker fra Suezkanalzonen.
Ansvaret for den fejlslagne aktion blev lagt på den israelske forsvarsminister Pinhas Lavon (deraf navnet). Selve bombeattentaterne blev udført af egyptiske jøder på opdrag af israelsk efterretningstjeneste. En af planlæggerne bag aktionen var den israelske efterretningsafdelings leder Binyamin Gibli.

## Følger
Den egentlige sammenhæng kom imidlertid frem og gav bagslag for Israel og de indblandede personer.
Både forsvarsminister Lavon og Gibli blev tvunget til fratræde deres stillinger på grund af skandalen. Hændelsen skabte et politisk efterspil i Israel, som skulle vare ind 1960'erne. David Ben-Gurion trak sig i 1963 fra alle poster i det israelske arbejderparti som følge af meningsforskelle knyttet til Lavon-affæren.
Hændelsen afdækkede en bitter kompetencestrid i det israelske forsvarsministerium mellem den nyudnævnte forsvarsminister Lavon og ministeriets militære og civile eksperter. Blandt dem var departementschef Shimon Peres. Lavon blev gjort til syndebuk og måtte gå af. Men striden fortsatte og førte til en regeringskrise og til, at Lavon fik en slags oprejsning, og at arbejderpartiet blev splittet ved, at dets leder David Ben Gurion brød ud og dannede sit eget parti.
Hændelsen bidrog også til at skade Israels forhold til USA og Storbritannien. Den førte også til, at jøder i Egypten blev yderligere mistænkeliggjort i en allerede spændt situation.
Lavon-affæren anses som en af de største efterretningsskandaler i Israels historie.